# Elephant and Castle (London)

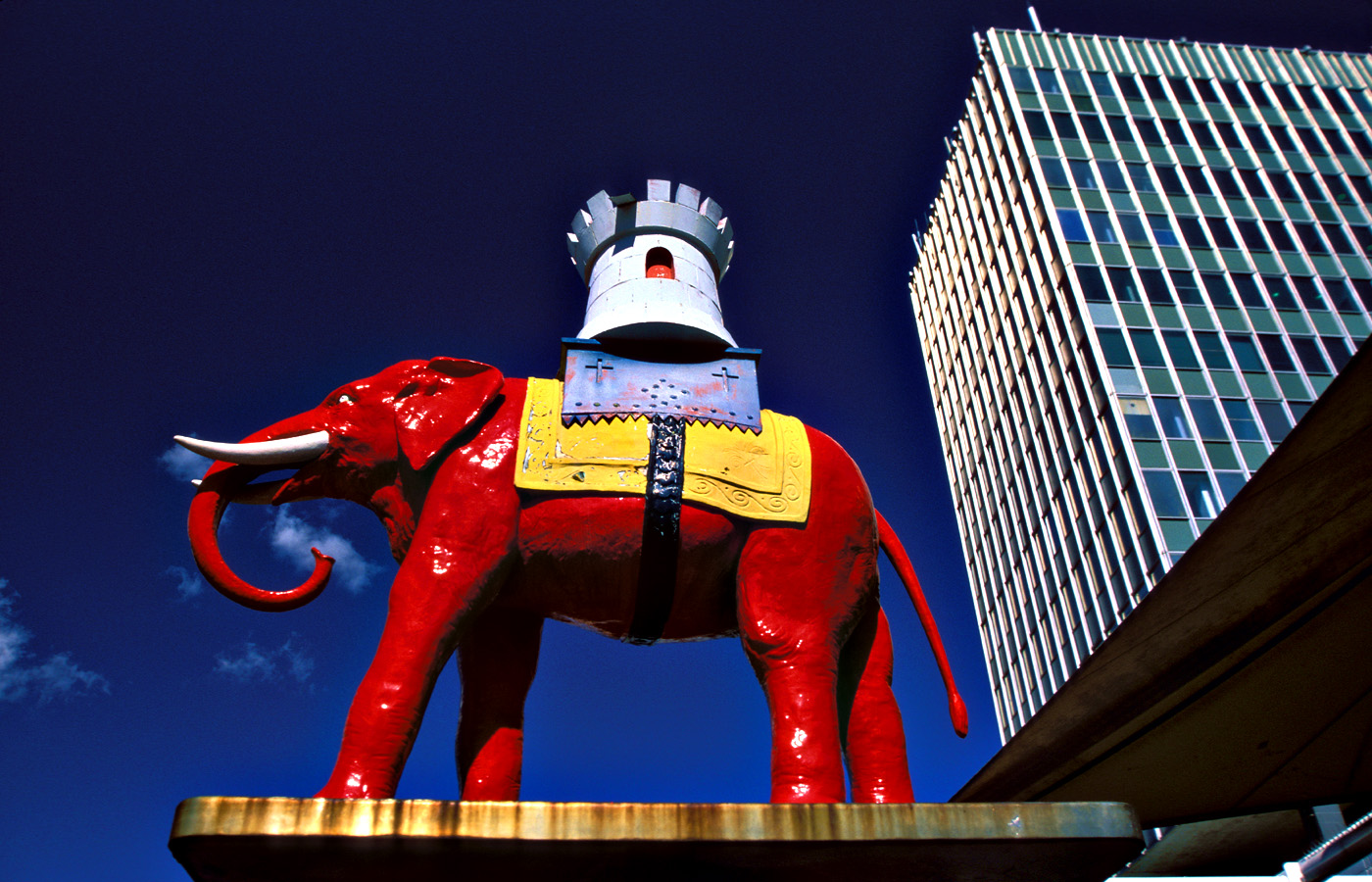
Elephant & Castle-Statue - geborgen aus dem gleichnamigen viktorianischen Pub in London

Elephant and Castle ist ein Gebiet im Süden Londons, England, im London Borough of Southwark. Der Name bezieht sich informell auch auf große Teile von Walworth und Newington, aufgrund der Nähe der gleichnamigen Londoner U-Bahn-Station. Der Name leitet sich von einer örtlichen Posthalterei ab.
Der unterirdische Fluss Neckinger, der im Geraldine Mary Harmsworth Park entspringt, fließt östlich unter dem Gebiet zum St Saviour’s Dock, wo er in die Themse mündet.

## Etymologie
Der Name Elephant and Castle leitet sich vom Namen eines Pubs/Posthalterei ab, der sich an dieser wichtigen Kreuzung befand. Die früheste überlieferte Erwähnung dieses Namens in Bezug auf dieses Gebiet findet sich im Court Leet Book of the Manor of Walworth, das am 21. März 1765 in "Elephant and Castle, Newington" tagte.
Das Gasthaus wurde 1816 und erneut 1898 umgebaut. Der heutige Elephant & Castle Pub an der Kreuzung von New Kent Road und Newington Causeway war Teil einer umfassenden Sanierung in den 1960er Jahren.
Andere Beispiele, in denen Namen von Gasthäusern zu Flurnamen in Inner London wurden, sind Angel in Islington und Bricklayers Arms am östlichen Ende der New Kent Road.

## Geschichte
Das Gebiet des heutigen Elephant & Castle hatte bereits in der Römerzeit Bedeutung, hier kreuzten zwei Straßen, die den Zugang zur römischen Stadt Londinium ermöglichten. Elephant & Castle bestand ursprünglich aus zwei wohlhabenden Dörfern, Walworth und Newington, inmitten von Gemüsegärten, Feldern und offenem Sumpfland.
Ab den 1890er Jahren entwickelte Elephant & Castle sich zu einem Siedlungsgebiet. Die Bebauung variierte von Armenhäusern bis hin zu Reihenhäusern. Auf Grund der Unterhaltungsangebots war das Gebiet als "Piccadilly von Südlondon" bekannt: Zahlreiche Theater wurden eröffnet und mit der Eröffnung großer neuer Kaufhäuser entwickelte sich der Einzelhandel rasant. Es gab eine Vielzahl von Verkehrsmitteln, darunter die Pferdekutsche von 1829, die erste Überland-Eisenbahn von 1862, die Nordlinie der Londoner U-Bahn, die das Gebiet 1890 erreichte und der 1903 die elektrische Straßenbahn und 1904 die Autobusse folgten.
Elephant & Castle wurde während des Zweiten Weltkriegs stark beschädigt.  In den darauffolgenden Jahren wurden 50 Hektar für die Wiederbebauung ausgewiesen. Hochverdichtete Plattenbausiedlungen ersetzten die Reihenhäuser.
Das Gebiet wurde in den 1960er Jahren im Rahmen des Wiederaufbaus der Nachkriegszeit erheblich umgestaltet. Eine neue Sanierungswelle begann 2011–2014 mit dem Abriss des brutalistischen Heygate Estate, während von 2007 bis 2010 das 148 Meter hohe Wohnhochhaus Strata SE1 als ein neues Wahrzeichen entstand.
Die verschiedenen Phasen des Projekts sollen bis in die späten 2020er Jahre andauern. Der Abriss des Einkaufszentrums und der The Coronet-Konzerthalle erfolgten 2021.

## Verkehr
Die wichtigsten Verkehrsknotenpunkte sind durch eine kurze Straße namens Elephant and Castle verbunden, dem im Entstehen begriffenen Teil der A3. Der Verkehr fließt von und nach Kent über die A2 (New Kent Road und Old Kent Road), in weiten Teilen Südenglands über die A3, zum West End über die St George’s Road und in die City of London über die London Road und den Newington Causeway am nördlichen Knotenpunkt. Newington Butts und Walworth Road grenzen an die südliche Anschlussstelle. Sie ist Teil der London Inner Ring Road und bildet die Grenze der Londoner Staugebührenzone.
The Elephant verfügt über zwei mit der Londoner U-Bahn verbundene Bahnhöfe an den Linien Northern und Bakerloo sowie über einen Bahnhof der National Rail, der von begrenzten Southeastern-Zügen und Thameslink-Suburban-Loop-Line-Zügen nach Mitcham, Sutton und Wimbledon sowie von Zügen nach Kentish Town und St. Albans über Catford nach Orpington oder Sevenoaks bedient wird.